# Vương Mưu
Vương Mưu (tiếng Trung: 王謀; bính âm: Wang Mou; ? – 225), tự Nguyên Thái (元泰), là đại thần nhà Quý Hán thời Tam Quốc trong lịch sử Trung Quốc.

## Cuộc đời
Vương Mưu quê ở quận Hán Gia, từng phục vụ cho bốn đời Lưu Yên, Lưu Chương, Lưu Bị, Lưu Thiện.
Vương Mưu là bậc danh sĩ nổi tiếng đất Xuyên, tính cách có nghi dung, tiết tháo. Thời Lưu Chương, Mưu giữ chức thái thú Ba quận, rồi làm Trị trung Tùng sự.
Năm 214, Lưu Bị tiếp nhận Tây Xuyên, kiêm Ích châu mục, phong Mưu làm Châu biệt giá. Năm 219, Lưu Bị đăng vị Hán Trung vương, Vương Mưu đảm nhiệm Thiếu phủ.
Năm 223, thời Hậu chủ, Vương Mưu được phong tước Quan nội hầu, thay Lại Cung làm Thái thường.

## Sự tích
Vương Mưu thiện mỹ cẩn thận, được mọi người kính trọng. Về sau, Đại tướng quân Tưởng Uyển hỏi thái thú quận Hán Gia là Trương Hưu rằng: Trước kia quận Hán Gia có người như Vương Mưu, nay ai có thể nối nghiệp ông ấy?. Hưu bèn trả lời rằng: Liền tính cả châu, cũng không có người nối nghiệp, huống chi một quận.

## Trong văn hóa
Trong tiểu thuyết Tam quốc diễn nghĩa, Vương Mưu xuất hiện ở hồi 80, giữ chức Thiếu phủ, cùng các đại thần thỉnh cầu Lưu Bị đăng cơ. Nhưng bản dịch của Bùi Kỷ lại bỏ sót tên nhân vật này.